# 狀態原則
狀態原則（英語：state postulate）是熱力學中的一個原則，說明一平衡的熱力學系統需要用多少熱力學狀態來定義。
狀態原則為：
|  | 簡單可壓縮系統可以用二個獨立的內含性質完全決定 |

簡單可壓縮系統是指系統本身靜止，也沒有受到電磁力、重力、表面張力的影響，這類的系統可以只用二個獨立的內含性質來描述，其餘的性質可以根據狀態方程來求得。更複雜的系統需要更多狀態的資訊才能求得完整的狀態，例如若重力對系統有顯著影響，則需要知道高度的資訊。
若二個性質可以允許其中一個性質改變，另一個性質維持定值，這二個性質即為獨立的性質。例如溫度及比容恆為獨立的性質。不過溫度及壓力只有在單一相態的系統中才是獨立的性質，若系統中存在二種相態（例如混合了氣體及液體），溫度（沸點）會隨壓力而變化，此時溫度及壓力就不是獨立性質了。